# Třemešná
Třemešná är en ort i Tjeckien. Den ligger i den östra delen av landet, 220 km öster om huvudstaden Prag. Třemešná ligger 368 meter över havet och antalet invånare är 979.
Terrängen runt Třemešná är kuperad åt sydväst, men åt nordost är den platt. Runt Třemešná är det ganska tätbefolkat, med 124 invånare per kvadratkilometer. Närmaste större samhälle är Krnov, 15,8 km sydost om Třemešná. Omgivningarna runt Třemešná är en mosaik av jordbruksmark och naturlig växtlighet.